# Ichibata Electric Railway
Ichibata Electric Railway Co., Ltd. (一畑電車株式会社, Ichibata Densha Kabushiki-gaisha), également appelée Bataden (畑電), est une compagnie de transport de passagers qui exploite deux lignes de chemin de fer à Izumo et Matsue au Japon. Elle permet notamment de desservir le grand sanctuaire d'Izumo.

## Lignes
Le réseau de la compagnie de compose de deux lignes :
| Ligne             | Nom japonais | Terminus                                  | Longueur (km) | Gares |
| ----------------- | ------------ | ----------------------------------------- | ------------- | ----- |
| Ligne Kita-Matsue | 北松江線     | Dentetsu Izumoshi - Matsue Shinjiko-Onsen | 33,9          | 22    |
| Ligne Taisha      | 大社線       | Kawato - Izumo Taisha-mae                 | 8,3           | 5     |

## Matériel roulant

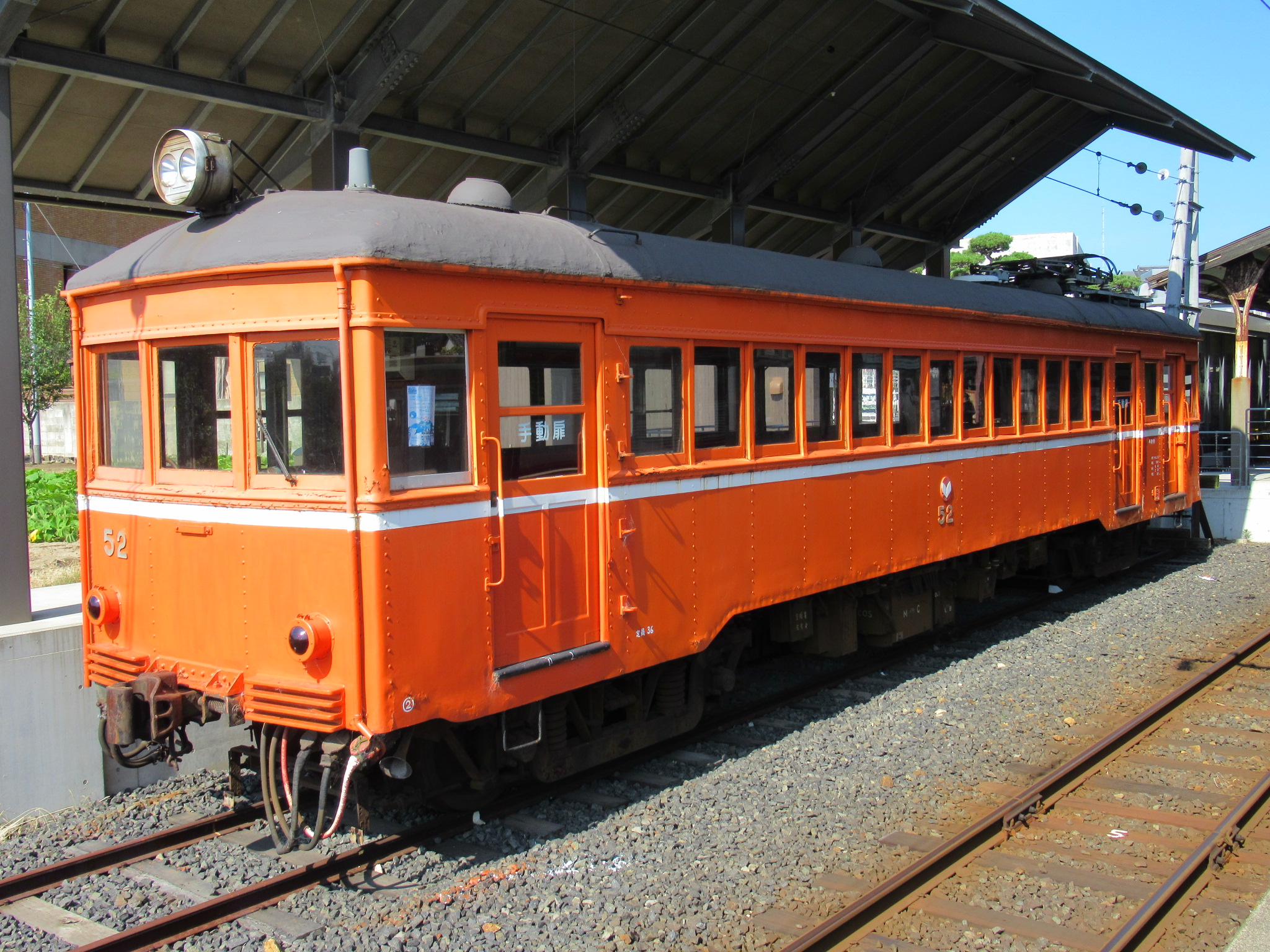
Série 50
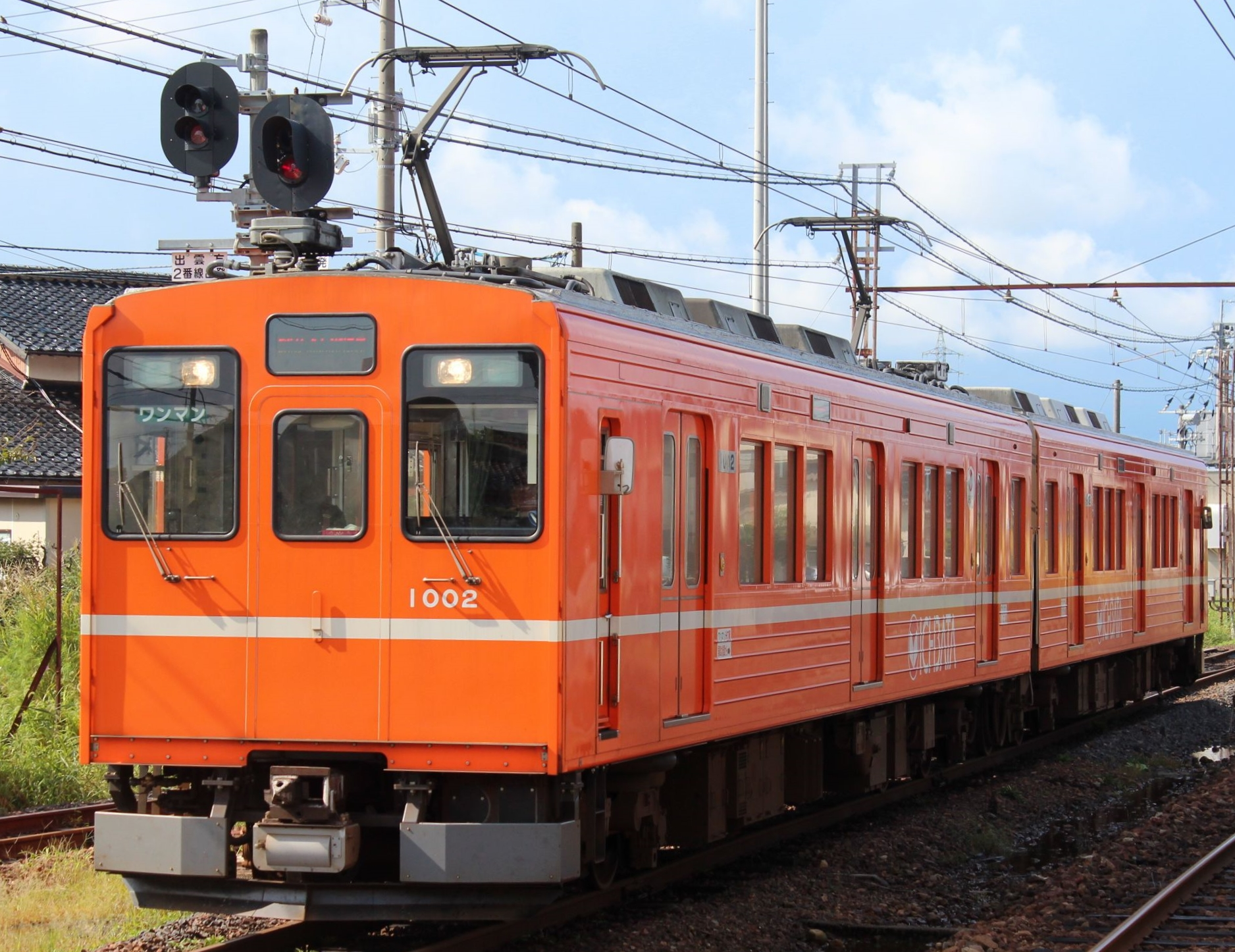
Série 1000
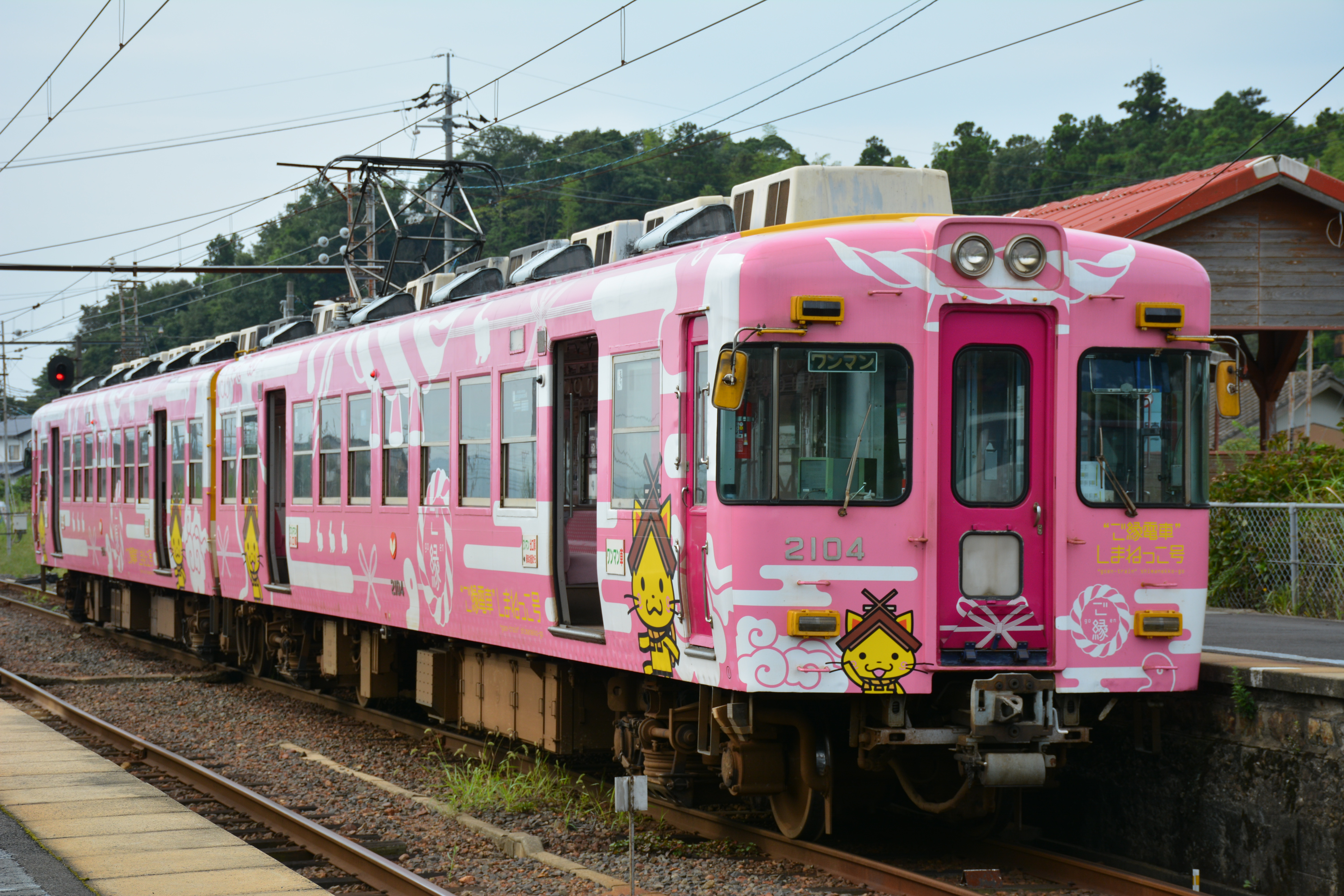
Série 2100
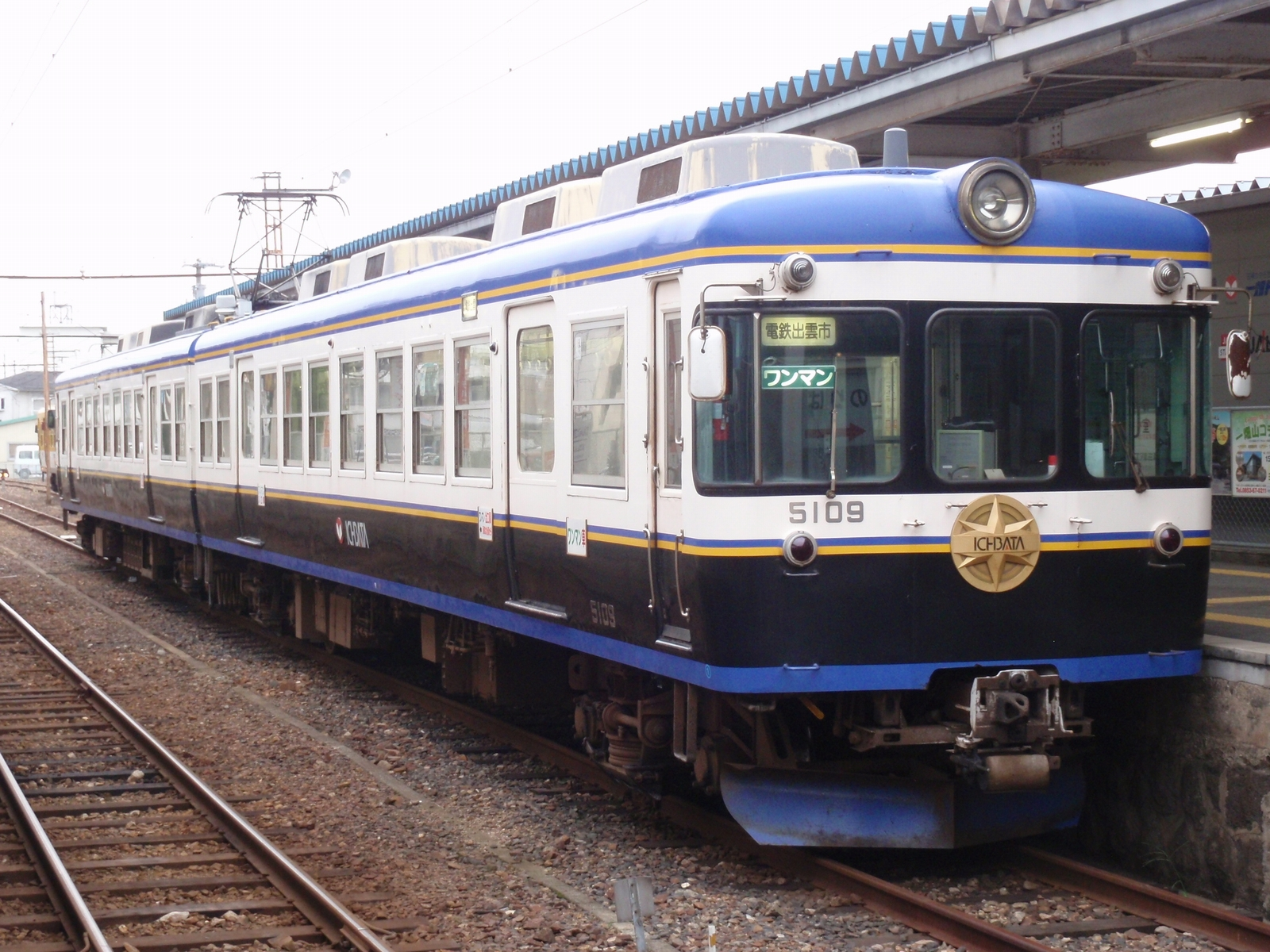
Série 5000
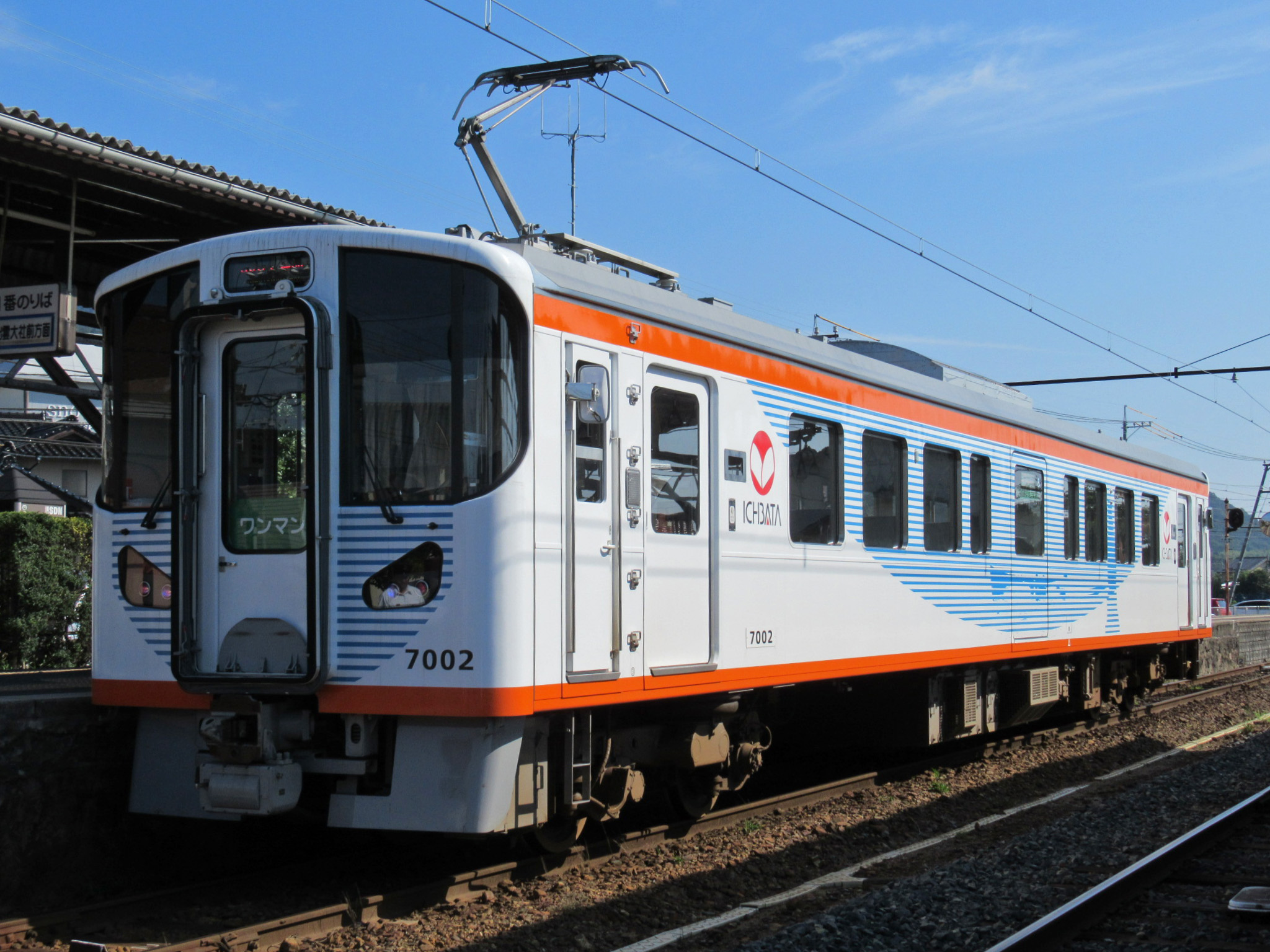
Série 7000